# Sparta Rotterdam
L'Sparta Rotterdam és un club de futbol neerlandès de la ciutat de Rotterdam.

## Història

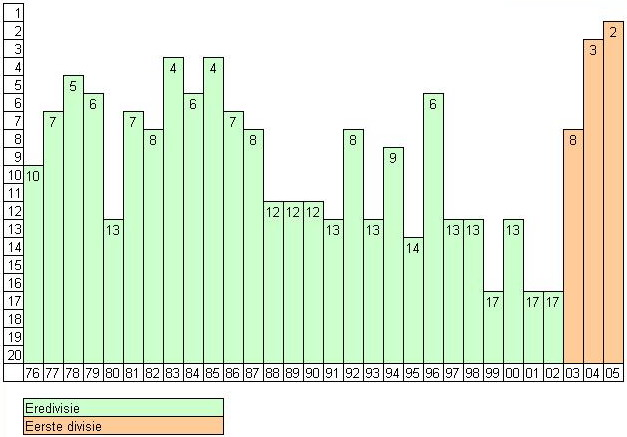
Gràfica Sparta 1976-2005.

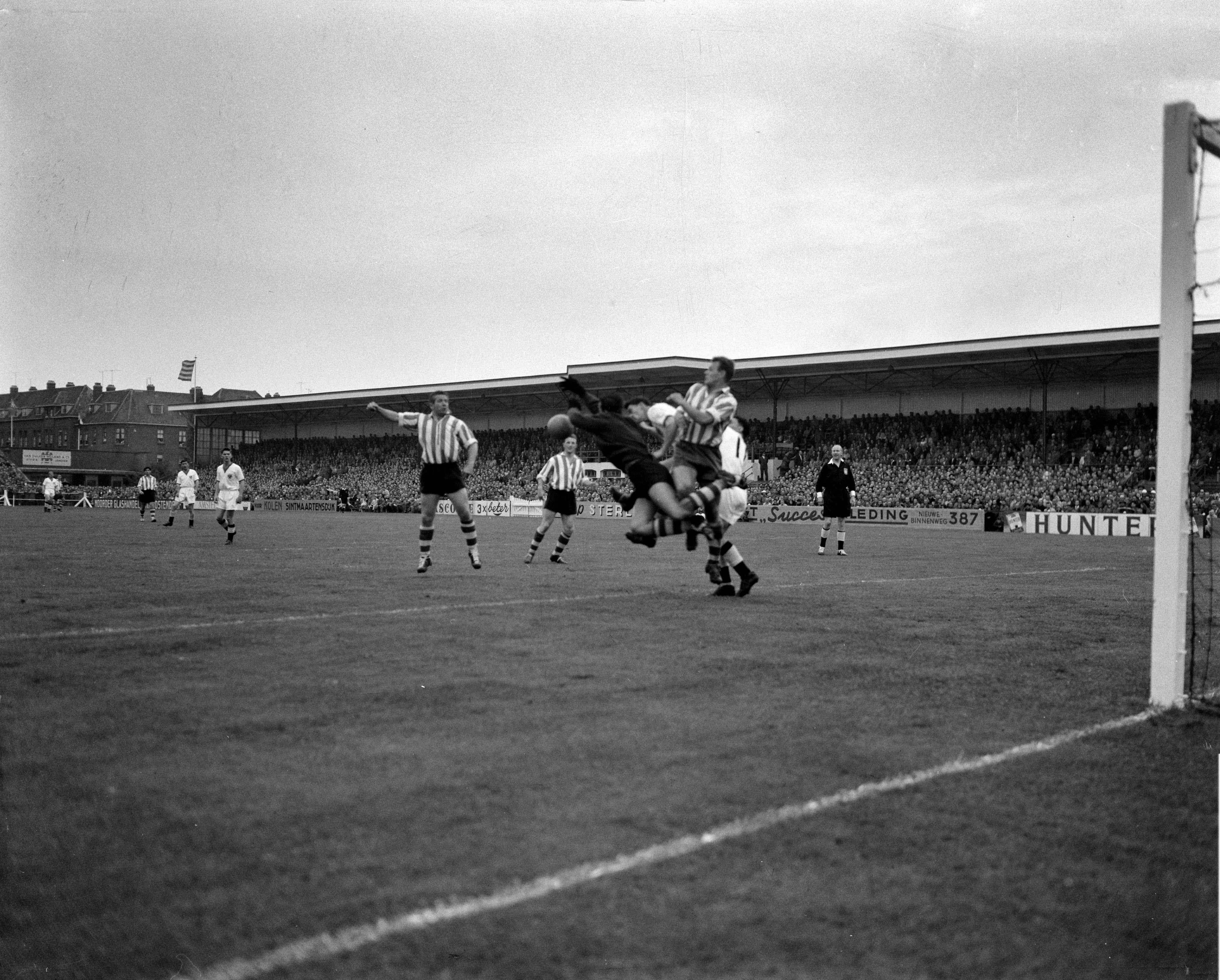
Sparta Rotterdam vs Blackpool FC, agost 1957.

L'Sparta és el club professional de futbol més antic dels Països Baixos, fundat l'1 d'abril de 1888. Fins a la temporada 2002/2003 sempre havia jugat a la màxima categoria neerlandesa, l'Eredivisie. El 2005-06 ha retornat de nou a primera.
El club havia estat prèviament fundat el 1887, però ràpidament fou desfet. L'1 d'abril es fundà l'Sparta com un club de cricket i el mes de juliol es creà la branca de futbol. L'any 1892 es desfé la branca de cricket. L'any 1899 després d'un partit enfront del Sunderland AFC l'Sparta n'adoptà els seus colors vermell i blanc a ratlles verticals i pantaló negre.
L'estadi del club Het Kasteel (el castell), situat a la zona de Spangen a l'oest de Rotterdam, fou inaugurat el 14 d'octubre de 1916. El 1999 fou remodelat.

## Palmarès
- Eredivisie:[1]
  - 1908-09, 1910-11, 1911-12, 1912-13, 1914-15, 1958-59
- Copa KNVB:[2]
  - 1958, 1962, 1966
- Eerste Divisie:
  - 2016

## Jugadors

### Plantilla 2024-25
A 26 agost 2024
| N. | Pos. | Nac. | Jugador                            |
| -- | ---- | --- | ---------------------------------- |
| 1  | POR  | [[Fitxer:Flag of the Netherlands.svg\|23x15px\|border \|alt=Països Baixos\|link=Selecció de futbol dels Països Baixos\|{{#if:\|]]                                                           | Nick Olij                          |
| 2  | DEF  | [[Fitxer:Flag of the Netherlands.svg\|23x15px\|border \|alt=Països Baixos\|link=Selecció de futbol dels Països Baixos\|{{#if:\|]]                                                           | Boyd Reith                         |
| 3  | DEF  | [[Fitxer:Flag of Venezuela.svg\|23x15px\|border \|alt=Veneçuela\|link=Selecció de futbol de Veneçuela\|{{#if:\|]]                                                                           | Teo Quintero                       |
| 4  | DEF  | [[Fitxer:Flag of the Netherlands.svg\|23x15px\|border \|alt=Països Baixos\|link=Selecció de futbol dels Països Baixos\|{{#if:\|]]                                                           | Mike Eerdhuijzen                   |
| 5  | DEF  | [[Fitxer:Flag of Suriname.svg\|23x15px\|border \|alt=Surinam\|link=Selecció de futbol de Surinam\|{{#if:\|]]                                                                                | Djevencio van der Kust             |
| 6  | MIG  | [[Fitxer:Flag of the Democratic Republic of the Congo.svg\|23x15px\|border \|alt=República Democràtica del Congo\|link=Selecció de futbol de la República Democràtica del Congo\|{{#if:\|]] | Metinho (cedit per l'ES Troyes AC) |
| 7  | MIG  | [[Fitxer:Flag of Japan.svg\|23x15px\|border \|alt=Japó\|link=Selecció de futbol del Japó\|{{#if:\|]]                                                                                        | Shunsuke Mito                      |
| 8  | MIG  | [[Fitxer:Flag of the Netherlands.svg\|23x15px\|border \|alt=Països Baixos\|link=Selecció de futbol dels Països Baixos\|{{#if:\|]]                                                           | Pelle Clement                      |
| 9  | DAV  | [[Fitxer:Flag of Norway.svg\|23x15px\|border \|alt=Noruega\|link=Selecció de futbol de Noruega\|{{#if:\|]]                                                                                  | Tobias Lauritsen                   |
| 10 | MIG  | [[Fitxer:Flag of Belgium (civil).svg\|23x15px\|border \|alt=Bèlgica\|link=Selecció de futbol de Bèlgica\|{{#if:\|]]                                                                         | Arno Verschueren                   |
| 11 | MIG  | [[Fitxer:Flag of Morocco.svg\|23x15px\|border \|alt=Marroc\|link=Selecció de futbol del Marroc\|{{#if:\|]]                                                                                  | Mohamed Nassoh                     |
| 12 | DEF  | [[Fitxer:Flag of the Comoros.svg\|23x15px\|border \|alt=Comores\|link=Selecció de futbol de Comores\|{{#if:\|]]                                                                             | Saïd Bakari                        |
| 13 | DEF  | [[Fitxer:Flag of the Netherlands.svg\|23x15px\|border \|alt=Països Baixos\|link=Selecció de futbol dels Països Baixos\|{{#if:\|]]                                                           | Rick Meissen                       |
| 14 | MIG  | [[Fitxer:Flag of the Netherlands.svg\|23x15px\|border \|alt=Països Baixos\|link=Selecció de futbol dels Països Baixos\|{{#if:\|]]                                                           | Julian Baas                        |

| N. | Pos. | Nac. | Jugador                              |
| -- | ---- | --- | ------------------------------------ |
| 15 | MIG  | [[Fitxer:Flag of the Netherlands.svg\|23x15px\|border \|alt=Països Baixos\|link=Selecció de futbol dels Països Baixos\|{{#if:\|]]           | Mike Kleijn                          |
| 16 | MIG  | [[Fitxer:Flag of the Netherlands.svg\|23x15px\|border \|alt=Països Baixos\|link=Selecció de futbol dels Països Baixos\|{{#if:\|]]           | Jonathan de Guzmán                   |
| 17 | MIG  | [[Fitxer:Flag of Algeria.svg\|23x15px\|border \|alt=Algèria\|link=Selecció de futbol d'Algèria\|{{#if:\|]]                                  | Camiel Neghli                        |
| 18 | MIG  | [[Fitxer:Flag of Norway.svg\|23x15px\|border \|alt=Noruega\|link=Selecció de futbol de Noruega\|{{#if:\|]]                                  | Joshua Kitolano                      |
| 19 | DAV  | [[Fitxer:Flag of Canada (Pantone).svg\|23x15px\|border \|alt=Canadà\|link=Selecció de futbol del Canadà\|{{#if:\|]]                         | Charles-Andreas Brym                 |
| 20 | POR  | [[Fitxer:Flag of the Netherlands.svg\|23x15px\|border \|alt=Països Baixos\|link=Selecció de futbol dels Països Baixos\|{{#if:\|]]           | Youri Schoonderwaldt                 |
| 22 | DEF  | [[Fitxer:Flag of the Netherlands.svg\|23x15px\|border \|alt=Països Baixos\|link=Selecció de futbol dels Països Baixos\|{{#if:\|]]           | Marvin Young                         |
| 30 | POR  | [[Fitxer:Flag of the Netherlands.svg\|23x15px\|border \|alt=Països Baixos\|link=Selecció de futbol dels Països Baixos\|{{#if:\|]]           | Kaylen Reitmaier                     |
| —  | DEF  | [[Fitxer:Flag of Catalonia.svg\|23x15px\|border \|alt=Catalunya\|link=Selecció de futbol de Catalunya\|{{#if:\|]]                           | Sergi Rosanas                        |
| —  | DEF  | [[Fitxer:Flag of the Netherlands.svg\|23x15px\|border \|alt=Països Baixos\|link=Selecció de futbol dels Països Baixos\|{{#if:\|]]           | Dylan van Wageningen                 |
| —  | DEF  | [[Fitxer:Flag of the Netherlands.svg\|23x15px\|border \|alt=Països Baixos\|link=Selecció de futbol dels Països Baixos\|{{#if:\|]]           | Delano Vianello                      |
| —  | MIG  | [[Fitxer:Flag of the Netherlands.svg\|23x15px\|border \|alt=Països Baixos\|link=Selecció de futbol dels Països Baixos\|{{#if:\|]]           | Jafar Bynoe                          |
| —  | DAV  | [[Fitxer:Flag of the United States.svg\|23x15px\|border \|alt=Estats Units d'Amèrica\|link=Selecció de futbol dels Estats Units\|{{#if:\|]] | Agustin Anello                       |
| —  | DAV  | [[Fitxer:Flag of Brazil.svg\|23x15px\|border \|alt=Brasil\|link=Selecció de futbol del Brasil\|{{#if:\|]]                                   | Kayky (cedit pel Manchester City FC) |

### Futbolistes hisòrics destacats
- Willy Kreuz
- Ole Madsen
- Ray Clarke
- David Loggie
- Prince Polley
- Dick Advocaat
- Rob Alflen
- Luuk Balkestein
- Ron van den Berg
- Ricky van den Bergh
- Jan van Beveren
- Danny Blind
- Winston Bogarde
- Tinus Bosselaar
- Henk Bosveld
- Jobby Crossan
- Silvio Diliberto
- Pim Doesburg
- Tonny van Ede
- Juul Ellerman
- René Eijer
- Hans Eijkenbroek
- Henk Fräser
- Mitchell van der Gaag
- Louis van Gaal
- Ruud Geels
- René van der Gijp
- Wim van der Gijp
- Ed de Goey
- Glenn Helder
- Nico Jalink
- Wout Holverda
- Danny Koevermans
- Bok de Korver
- Theo Laseroms
- Tonnie van Leeuwen
- Ronald Lengkeek
- Wim Meutstege
- Dennis de Nooijer
- Gérard de Nooijer.
- Jason Oost.
- Edwin Olde Riekerink
- Jan Olde Riekerink
- Sjaak Polak.
- Mike Snoei
- Henk van Stee
- Wim Suurbier
- Adri van Tiggelen
- Michel Valke
- Hans Venneker
- Pim Verbeek
- Robert Verbeek
- Edwin Vurens
- John de Wolf
- Nourdin Boukhari
- Mourad Mghizrat
- Janusz Kowalik
- Gregg Berhalter

## Entrenadors destacats
- Jimmy Adamson
- Rob Baan
- Cor Brom
- Henk ten Cate
- Wiel Coerver
- Chris Dekker
- Jan Everse
- Willem van Hanegem
- Bert Jacobs
- George Kessler
- Fritz Korbach
- Frank Rijkaard
- Dolf Roks
- Elek Schwartz
- Henk van Stee
- Mike Snoei
- Piet de Visser
- Theo Vonk